# Epeurysa nawaii
Epeurysa nawaii är en insektsart som beskrevs av Matsumura 1900. Epeurysa nawaii ingår i släktet Epeurysa och familjen sporrstritar. Inga underarter finns listade i Catalogue of Life.